# 汪亮
汪亮（1956年9月—2022年11月13日），男，江西九江人，中华人民共和国政治人物，经济学家，上海市政协十二届经济委员会副主任、上海市流通经济研究所原所长、研究员，兼任上海市人民政府发展研究中心发展战略研究所高级研究员、中国市场学会副秘书长。曾任上海社会科学院现代流通研究中心副主任，上海社会科学院流通经济研究所常务副所长、所长。主要研究方向为产业经济学流通经济方向。

## 生平
2012年，当选中国人民政治协商会议上海市第十二届委员会委员代表中国民主建国会，分入第四组，并任经济委员会副主任。